# Обикновен блатняк
Обикновеният блатняк (Caltha palustris), наричан също гергьовче, е малко до средно голямо многогодишно тревисто растение от семейство Лютикови, което вирее в блата, мочурища, канавки и влажни гори в умерените райони на Северното полукълбо. Цъфти между април и август, в зависимост от надморската височина и географската ширина, по изключение и по друго време. Растението е включено в списъка на лечебните растения съгласно Закона за лечебните растения.

## Описание
Обикновеният блатняк е между 10 и 80 см високо, голо, месесто, многогодишно тревисто растение, което умира през есента и презимува с пъпки близо до повърхността на блатиста почва. Растенията имат много силно разклонени корени, дебели по 2 – 3 мм. Цветоносните му стъбла са кухи, изправени или повече или по-малко полегнали. Листата му са оформени в розетки, всяка от които се състои от листно стъбло, което е около четири пъти по-дълго от самите листа. В младостта си листата са защитени от ципеста обвивка, която може да бъде до 3 см дълга при напълно израснали растения.

## Таксономия
Най-старото описание на блатняка, което е общопризнато в ботаническата литература, датира от 1700 г. под името Populago от Жозеф Питон дьо Турнфор в част 1 от неговите Institutiones rei herbariae . Той прави разлика между P. flore major, P. flore minor и P. flore plena и казва, че всички те са синоними на Caltha palustris, без да споменава предишен автор. Като име на растение, публикувано преди 1 май 1753 г., Populago Tourn. е невалидно. Такова е и първото описание на обикновения блатняк като Caltha palustris от Карл Линей в неговата Genera Plantarum от 1737 г. Но Линей повторно описва вида под същото име във Species Plantarum от 1 май 1753 г., като по този начин предоставя правилното име.
Латинското родово име Caltha произлиза от старогръцкото kálathos (на старогръцки: κάλαθος), което означава „бокал“, и се твърди, че се отнася до формата на цветчето. Видовият епитет palustris произлиза от латински за „от блатото“ и показва обичайното му местообитание.

## Разпространение и местообитание
Видът е местен за блата, мочурища, канавки и влажни гори в умерените райони на Северното полукълбо. Може да се намери в голяма част от североизточната част на Съединените щати. Среща се и в България.

## Употреба
Ранните пролетни зелени части и пъпки на обикновения блатняк са годни за консумация, когато са сготвени (но са отровни, когато са сурови). Младите листа или пъпки трябва да се потопят няколко пъти в прясна вряща вода, докато омекнат леко, нарязват се на хапки, леко се посоляват и се сервират с разтопено масло и оцет. Много млади цветни пъпки се приготвят като каперси и се използват като подправка.
Обикновеният блатняк се засажда като декоративен в умерените региони по света и понякога се препоръчва за градини с диви животни, които не изискват поддръжка.

## Други
На гергьовчето е наречена улица в квартал „Драгалевци“ в София (Карта).